# Acétanilide
L'acétanilide, aussi appelé acétylaniline ou acétylaminobenzène, est une molécule organique de formule C8H9NO. C'est le précurseur de nombreuses drogues, colorants et autres composés dans la synthèse chimique. Autrefois utilisé comme analgésique et antipyrétique, il est souvent responsable de méthémoglobinémie mortelle. C'est un stabilisant du peroxyde d'hydrogène et des enduits cellulosiques.
Il est utilisé dans la fabrication de produits pharmaceutiques comme le paracétamol.
Il se présente sous la forme de cristaux blancs et brillants.

## Propriétés physico-chimiques
L'acétanilide est soluble dans l'eau chaude. Ce composé, stable dans les conditions normales, devient autoinflammable lorsque la température atteint 545 °C. Il se présente sous forme de cristaux de couleur blanche lorsque le produit est pur.

## Production et synthèse
On prépare l'acétanilide en faisant réagir l'anhydride acétique, soit avec l'aniline, soit avec le chlorure de phénylammonium (en).

## Utilisation
Les domaines d'utilisation de l'acétanilide sont les suivants :
- inhibiteur pour le peroxyde d'hydrogène et stabilisateur des esters de cellulose ;
- intermédiaire dans la synthèse du caoutchouc ;
- synthèse du camphre ;
- précurseur dans la synthèse de la pénicilline, de la sulfanilamide et autres produits pharmaceutiques ;
- développement photographique (au XIXe siècle).

En outre, l’acétanilide a des propriétés analgésiques et réduit la fièvre. Elle se classe dans la même catégorie de médicaments que le paracétamol. Elle était autrefois couramment prescrite à de nombreux patients et on la trouvait dans la plupart des pharmacies. Toutefois, en 1948, Julius Axelrod et Bernard Brodie ont découvert que l'acétanilide est beaucoup plus toxique dans ses utilisations que les autres médicaments, endommageant notamment le foie et les reins et son usage médicamenteux a été abandonné.

## Découverte
L'acétanilide a été découvert en 1852 par Charles Gerhardt.
Mais, c'est vers 1886, à la suite d'une confusion fortuite avec le naphtalène, que les médecins Arnold Cahn et Paul Hepp travaillant au sein du groupe de travail d'Adolf Kußmaul à l'université de Strasbourg, découvrent les propriétés antipyrétiques et analgésiques de l'acétanilide  À partir de 1887, ce composé est commercialisé sous le nom d'Antifébrine comme antipyrétique et analgésique, mais il est progressivement remplacé par des produits plus efficaces en raison de sa toxicité résiduelle.